# 戴维·塞文贝里
戴维·塞文贝里（瑞典語：David Säfwenberg，1896年10月1日—1957年7月31日），瑞典男子冰球运动员，场上位置是前锋。他曾代表瑞典国家队参加1920年夏季奥林匹克运动会冰球比赛，获得第4名。